# U-331
| U-331                                    | U-331 | U-331 |
| ---------------------------------------- | --- | --- |
|                                          | | |
|                                          | | |
| Зображення підводного човна підтипу VIIC | | |
| Під прапором                             | Третій Рейх | Третій Рейх |
| Спуск на воду                            | 20 грудня 1940 року | 20 грудня 1940 року |
| Сучасний статус                          | 17 листопада 1942 року в Середземному морі північніше Алжиру важко пошкоджений внаслідок атаки глибинними бомбами протичовнового літака «Хадсон». Затоплений торпедоносцем «Альбакор» з авіаносця «Фомідебл» | 17 листопада 1942 року в Середземному морі північніше Алжиру важко пошкоджений внаслідок атаки глибинними бомбами протичовнового літака «Хадсон». Затоплений торпедоносцем «Альбакор» з авіаносця «Фомідебл» |
| Проєкт                                   | | |
| Тип ПЧ                                   | Торпедний ДПЧ | Торпедний ДПЧ |
| Головний конструктор                     | Nordseewerke, Емден | Nordseewerke, Емден |
| Основні характеристики                   | | |
| Швидкість (надводна)                     | 17,7 вузла | 17,7 вузла |
| Швидкість (підводна)                     | 7,6 вузла | 7,6 вузла |
| Робоча глибина занурення                 | 100 м | 100 м |
| Гранична глибина занурення               | 230 м | 230 м |
| Автономність плавання                    | 8500 морських миль (15 700 км) на швидкості 10 вузлів (19 км/год) (у надводному положенні) 80 миль (150 км) на швидкості 4 вузли (в підводному положенні)                                                    | 8500 морських миль (15 700 км) на швидкості 10 вузлів (19 км/год) (у надводному положенні) 80 миль (150 км) на швидкості 4 вузли (в підводному положенні)                                                    |
| Екіпаж                                   | 44-60 осіб | 44-60 осіб |
| Розміри                                  | | |
| Довжина найбільша (по КВЛ)               | 67,1 м | 67,1 м |
| Ширина корпусу найб.                     | 5,5 м | 5,5 м |
| Висота                                   | 9,6 м | 9,6 м |
| Середня осадка (по КВЛ)                  | 4,74 м | 4,74 м |
| Водотоннажність надводна                 | 769 т | 769 т |
| Озброєння                                | | |
| Артилерія                                | 1 × 88-мм палубна гармата SK C/35 | 1 × 88-мм палубна гармата SK C/35 |
| Торпедно- мінне озброєння                | 4 носових і один кормовий 533-мм ТА. 14 торпед або 26 мін TMA | 4 носових і один кормовий 533-мм ТА. 14 торпед або 26 мін TMA |
| ППО                                      | 1 × 20-мм зенітна гармата C/30 | 1 × 20-мм зенітна гармата C/30 |

U-331 — німецький підводний човен типу VII C Крігсмаріне за часів Другої світової війни. Закладений 26 січня 1940 року на верфі Nordseewerke в Емдені. Спущений на воду 20 грудня 1940 року, 24 липня 1941 року корабель увійшов до складу ВМС нацистської Німеччини. Єдиним командиром човна був капітан-лейтенант барон Ганс Дідріх фон Тізенгаузен.
Розпочав службу у складі 1-ї флотилії, де проходив етап навчання та підготовки. Згодом здійснив перших два походи. З 15 жовтня 1941 року переведений до складу 23-ї флотилії, а з 15 квітня 1942 року — у складі 29-ї флотилії.
З 2 липня 1941 до загибелі 17 листопада 1942 року U-331 здійснив десять бойових походів, у яких потопив британський лінкор «Барем», американське транспортне судно «Лідстаун» і пошкодив невелике британське десантне судно.

## Перелік затоплених U-331 суден у бойових походах
| №                                                           | Дата              | Назва             | Тип                | Належність      | Водотоннажність (брт) | Вантаж          | Конвой | Результат та координати                                                 | Наслідки атаки для екіпажу                 | Прим. |
| ----------------------------------------------------------- | ----------------- | ----------------- | ------------------ | --------------- | --------------------- | --------------- | ------ | ----------------------------------------------------------------------- | ------------------------------------------ | ----- |
| Другий похід (24.09—11.10.1941, 18 діб; Лор'ян—Саламін)     |                   |                   |                    |                 |                       |                 |        |                                                                         |                                            |       |
| 1                                                           | 10 жовтня 1941    | HMS TLC-18 (A 18) | десантний корабель | Велика Британія | 372                   |                 |        | пошкоджений 32°10′ пн. ш. 26°42′ сх. д. / 32.167° пн. ш. 26.700° сх. д. | 0 (0 загинуло)                             |       |
| Третій похід (12.11—3.12.1941, 22 доби; Саламін—Саламін)    |                   |                   |                    |                 |                       |                 |        |                                                                         |                                            |       |
| 2                                                           | 25 листопада 1941 | «Барем»           | лінійний корабель  | Велика Британія | 31 100                |                 |        | потоплений 32°34′ пн. ш. 26°24′ сх. д. / 32.567° пн. ш. 26.400° сх. д.  | 1 311 (862 загинули та 449 були врятовані) |       |
| Десятий похід (7.11—17.11.1942, 11 діб; Ла-Спеція—загибель) |                   |                   |                    |                 |                       |                 |        |                                                                         |                                            |       |
| 3                                                           | 9 листопада 1942  | «Лідстаун»        | транспортне судно  | США             | 9 135                 | військове майно |        | потоплений 36°49′ пн. ш. 3°17′ сх. д. / 36.817° пн. ш. 3.283° сх. д.    | 163 (59 загинули та 104 врятовані)         |       |